# ارکیده روح‌القدس
ارکیده روح‌القدس، پریستریا الاتا (نام علمی: Peristeria elata) نام یکی از گونه‌های ثعلبیان است. پراکندگی این گیاه از آمریکای مرکزی تا اکوادور و ونزوئلا است.
پریستریا الاتا از سال ۱۹۸۰ میلادی گل ملی کشور پاناما است.